# Петабіт
Петабіт — одиниця вимірювання двійкової інформації при передачі цифрових даних або збереженні. Префікс пета (символ P) визначається в міжнародній системі одиниці (SI) як множник 1015 (1 квадрільйон, коротка шкала) і ,таким чином,
1 петабіт = 1015біт = 1000000000000000біт = 1000 терабіт.
Петабіт позначається як Пбіт або Пб.